# Plethobasus
Plethobasus é um género de bivalve da família Unionidae.
Este género contém as seguintes espécies:
- Plethobasus cicatricosus
- Plethobasus cooperianus
- Plethobasus cyphyus